# Новосибирский областной геронтологический центр
Новосибирский областной геронтологический центр — учреждение, созданное для помощи престарелым людям, а также для изучения, обобщения и систематизации опыта работы с людьми пожилого возраста. Основан в 1994 году. Расположен в Заельцовском районе Новосибирска.

## История
Геронтологический центр был открыт в октябре 1994 года в составе Управления социальной защиты населения Новосибирской области, главной целью учреждения стало руководство региональными службами, созданными для помощи пожилым людям, подготовка квалифицированных работников и т. д.
Во второй половине 1990-х годов геронтологический центр заметно увеличился. Формируются социально-культурный сектор и сектор анализа информации, организуются отделения правового и медицинского консультирования, создаются отделения социально-медицинской реабилитации и милосердия, клуб общения при фитоотделении.
В 1995—1998 годах вместе с областным управлением социальной защиты были организованы пять научно-практических конференций и восемь межрегиональных семинаров.
В 1998—2000 годах были проведены научно-практические работы на темы «Создание модели геронтологического центра для нестационарных и полустационарных учреждений социальной защиты» и «Организация работы стационарных учреждений общего типа», которые были утверждены Министерством труда и социального развития России.
В 2001 году проведены 18 семинаров.

## Деятельность
Центр оказывает помощь одиноким пожилым людям, а также занимается изучением имеющегося опыта работы с людьми данной возрастной группы. Кроме того, учреждение занимается оказанием социальной и медицинской помощи гражданам престарелого возраста на дому, осуществляет уход за пожилыми гражданами, которые имеют противопоказания для нахождения в других организациях социальной поддержки.

## Монографии
Геронтологический центр издал монографии «Проблемы современной социальной геронтологии» и «Избранные главы народной медицины».

## Руководство
Кравченко Юлия Владимировна — директор учреждения